# Convención sobre Armas Químicas
La Convención sobre Armas Químicas es un tratado internacional de control de armamento que ilegaliza la producción, almacenamiento y uso de armas químicas. Su nombre completo es Convención sobre la Prohibición del Desarrollo, Producción, Almacenaje y Uso de Armas Químicas y sobre su destrucción.
El tratado fue firmado el 13 de enero de 1993 y entró en vigencia el 29 de abril de 1997, pasando a aumentar el Protocolo de Ginebra de 1925 sobre las armas químicas. Incluye medidas de verificación extensas tales como inspecciones en el sitio; sin embargo, no cubre las armas biológicas. Este acuerdo en vigor es administrado por la Organización para la Prohibición de Armas Químicas (OPCW, por su sigla en inglés), que es una organización independiente, aunque a menudo es incorrectamente considerada como un departamento de las Naciones Unidas. Esta organización lleva a cabo inspecciones a plantas militares e industriales en todos los países miembros.
Esta Convención tiene carácter único, pues constituye el primer tratado multilateral destinado a prohibir toda una categoría de armas de destrucción en masa y a velar por la verificación internacional de su destrucción. Asimismo, se trata del primer tratado de desarme negociado en un marco completamente multilateral, en pro de una mayor transparencia y de su aplicación por igual en todos los Estados Partes.
La Convención se negoció asimismo con la plena participación de la industria química de todo el mundo, lo que permitió asegurar la cooperación constante de la industria en el régimen de verificación industrial de la Convención. La Convención asigna por mandato la inspección de las instalaciones industriales, a fin de garantizar que las sustancias químicas tóxicas se emplean únicamente para fines no prohibidos por la Convención.

## Sustancias controladas
La Convención distingue tres tipos de sustancias químicas que pueden bien ser usadas como armas en sí mismas o para la elaboración de armas. La clasificación se basa en las cantidades producidas comercialmente de cada sustancia para propósitos legítimos. Cada clase está separada en una Parte A, que son las sustancias químicas que pueden ser usados directamente como armas, y en una Parte B, que son las sustancias químicas que pueden ser utilizadas en la manufactura de armas químicas.
- Programa 1: Las sustancias químicas que entran en esta categoría son escasas o tienen poco uso fuera de las armas químicas. Estas pueden ser producidos o usadas para investigación médica y farmacéutica o para defensa contra armas químicas con propósitos experimentales, pero la producción por encima de los 100 gramos por año debe ser declarada a la OPCW. Un país está limitado a poseer un máximo de una tonelada de estos materiales. Ejemplos de estos químicos son el gas mostaza y los agentes nerviosos, así como las sustancias que son únicamente usadas como químicos precursores en su manufactura. Una cantidad menor de estos químicos tienen muy pocas aplicaciones a escala no militar; por ejemplo, cantidades minúsculas de nitrógeno mostaza son usadas para tratar cierto tipo de cáncer.

- Programa 2: Los químicos en esta categoría tienen aplicaciones legítimas a pequeña escala. Su producción debe ser declarada y existen restricciones a la exportación hacia países que no sean signatarios de la Convención sobre armas químicas. Un ejemplo de estos químicos es el thiodiglycol que puede ser usado en la producción de agentes mostaza, pero también es utilizado como un solvente para tintas.

- Programa 3: Los químicos en este rubro tienen usos a gran escala aparte de las armas químicas. Las plantas que produzcan más de 30 toneladas por año de estos químicos deben declararlo y pueden ser objeto de inspecciones. Asimismo, existen restricciones a la exportación de estos químicos hacia países no signatarios de la Convención sobre armas químicas. Ejemplos de estas sustancias son el fosgeno, que ha sido usado como arma química, pero que también es un precursor en la producción de muchos componentes orgánicos legítimos, y la Trietanolamina, usada en la producción de nitrógeno mostaza, pero también usada comúnmente en detergentes.

El tratado también se ocupa de los componentes carbónicos denominados "Químicos orgánicos discretos". Estos son cualquier componente carbónico además de los polímeros de larga cadena, óxidos, sulfidos y carbonatos metálicos, tales como los organofosforados. La OPCW debe ser informada de su posesión y puede realizar inspecciones a cualquier planta que produzca (o tenga intención de producir) más de 200 toneladas al año o 30 toneladas si los químicos contienen fósforo, azufre o flúor, a menos que la planta únicamente produzca explosivos o hidrocarburos.

## Estados miembros
Casi todos los países en el mundo han suscrito la Convención sobre armas químicas. Hasta la fecha, 193 de 195 Estados reconocidos por las Naciones Unidas eran signatarios de la Convención. De los 4 Estados que no lo son, uno ha firmado pero todavía no han ratificado el tratado (Israel), mientras que hay 3 estados que no han firmado el tratado: Corea del Norte, Egipto y Sudán del Sur.